# Gare de Marans
La gare de Marans est une gare ferroviaire française, aujourd’hui fermée, de la ligne de la ligne de Nantes-Orléans à Saintes, située sur le territoire de la commune de Marans, dans le département de la Charente-Maritime, en région Nouvelle-Aquitaine.

## Situation ferroviaire
Établie à 8 m d'altitude, la gare de Marans est située au point kilométrique (PK) 155,545 de la ligne de Nantes-Orléans à Saintes, entre les gares ouvertes de Luçon et de La Rochelle-Ville.
Elle est séparée de Luçon par les gares fermées de Sainte-Gemme - Pétré, Nalliers, Le Langon - Mouzeuil, Velluire, Vix et L'Île-d'Elle; et de La Rochelle-Ville par celles également fermées d'Andilly - Saint-Ouen, de Mouillepied, de Dompierre-sur-Mer et de Rompsay.

## Histoire
La gare est ouverte en 1871. Elle disposait d'une troisième voie à quai pour les trains ayant cette gare pour origine ou destination, d'un quai de chargement du fret et d'une remise de locomotive. Depuis la rénovation de la ligne en 2021, la gare est fermée au trafic voyageurs.
Un embranchement partant de la gare permettait de desservir le port de Marans. Cet embranchement n'existe plus : il est remplacé par l’avenue Madame Charles Charriau.

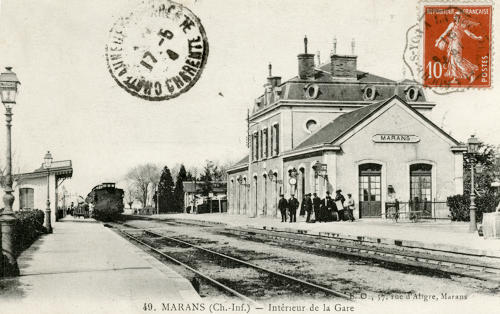
La gare autrefois.

Avec le développement de l'automobile, du fret et le transfert des centres d'élevages vers le sud-Vendéen, Marans voit son trafic décliner rapidement.
La gare est fermée au trafic voyageur et fret en 1980. Certaines parties du bâtiment voyageurs deviennent alors sans utilité. En effet, les deux ailes de l'édifice et la halle aux marchandises furent détruites. Jusqu'en 2019, une partie était toujours aménagée et entretenue pour la tenue du poste de cantonnement de façon temporaire uniquement, régit par le block manuel Nantes-Bordeaux. Cette fonction est supprimée depuis le début des travaux de rénovation de la ligne et de l'automatisation de la signalisation qui en découle. 
Entre 2020 et 2021, la ligne est interrompue entre La Roche-sur-Yon et La Rochelle afin de la rénover entièrement. À Marans, un évitement est créé permettant à deux trains de se croiser.

## Projet
En 2011, une étude est menée pour vérifier la pertinence de la réouverture de la gare au service des voyageurs dans le cadre d'une desserte péri-urbaine jusqu'à La Rochelle, à l'instar de la liaison entre La Rochelle et Rochefort, avec desserte de quelques haltes intermédiaires qui seraient elles aussi rouvertes pour cette occasion. Une réouverture des haltes entre Marans et La Rochelle est espéré à horizon 2023-2024,.